# 江万里
江 万里（こう ばんり、慶元4年（1198年）- 徳祐元年2月21日（1275年3月19日））は、南宋の政治家・儒学者。字は子遠、号は古心。南康軍都昌県の出身。

## 生涯
嘉定15年（1222年）、臨安の太学に推挙される。理宗にその見識を認められ、著作郎となり、後に各地の知事を歴任する。淳祐元年(1241年)、吉州の知事となった時に学校を興し、他州でも同様の事を行った。後に監察御史に転じたが剛直な性格が有力者の不興を買って官を退き、12年にわたって隠遁生活を送った。
宝祐元年（1253年）、再び福建転運使として召されると、たまたま同地を視察中であった賈似道に気に入られて中央に復帰、景定元年（1260年）には賈似道政権の下で刑部侍郎・戸部尚書に相次いで任じられ、度宗の咸淳5年（1269年）には参知政事から左丞相に昇って右丞相賈似道と並んだ。当初は、賈似道への恩義からその意に追従して来たが、モンゴル帝国（後の元）の南進に対して何ら対応しない賈似道のやり方に不満を抱き、文天祥らとともにモンゴル帝国軍に包囲された襄陽の救援を上奏して賈似道と対立する。咸淳9年（1273年）、賈似道の策動によって高齢を理由に左丞相を更迭され、咸淳10年（1274年）に退官して饒州に退いた。
だが、この年饒州は元軍に包囲され、激しい攻防の後に徳祐元年（1275年）2月に陥落する。元軍が自分を召しだすために探している事を知った江万里は、賈似道を放置して国家を衰亡の危機を招いたとしてこれを恥じ、近くの池に入水自殺を遂げた。後に張世傑の南宋軍が饒州を奪回した際にその事実を知り、文天祥とともにその忠節を称える上奏を行った。そこで朝廷は益国公・太師の官爵と文忠の諡号を贈った。

## 伝記資料
- 『宋史』列伝第177巻418